# 莫里斯的情人
《莫里斯的情人》（英語：Maurice）是一部1987年的英國電影，由詹姆士·艾佛利執導，英国唯美派的电影公司墨臣艾禾里製片製片，詹姆斯·威比、鲁珀特·格雷夫斯及曉·格蘭特主演。故事改编自英国著名作家E·M·福斯特于1913年写下的颇具自传色彩的同名小說，讲述了在20世纪初等级观念非常严格、保守的英国发生的一段同性三角恋爱故事。
该影片无论制作、画面、演员的演技，都堪称一流，成为同性恋题材电影中的经典之作。

## 剧情
1908年，在当时的英国，同性恋意味着道德沦丧、前途尽毁，甚至会受到法律的制裁。在剑桥大学裡，两个分別来自中產及貴族家庭的学生莫里斯和Clive偶然相识，进而产生感情。当Clive终于鼓起勇气对莫里斯示爱时，莫里斯相当震惊並立刻拒絕，但幾晚後莫里斯卻悄悄爬进Clive的房间，吻了Clive後离去。两人就此开始了一段爱情，然而当Clive在政治前途和对莫里斯的感情之间做抉择时，他选择了事业。毕业后，Clive和富家小姐结了婚，而莫里斯和Clive保持了朋友关系。
莫里斯在Clive家里认识了Clive的家仆Scudder，一日深夜，Scudder爬窗进了莫里斯的房间，和他拥在了一起。莫里斯重新找到了爱情，但两个人来自不同的阶层，这份爱情难以持久。Scudder的父亲让Scudder辞掉Clive家的工作去阿根廷與兄長創業。为了莫里斯，Scudder留了下来，在Clive家一间船屋裡等着莫里斯的到来，最终莫里斯赶到，两人拥在一起。

## 获奖
- 第四十四届威尼斯电影节最佳男演员(James Wilby, Hugh Grant)（1987）
- 第四十四届威尼斯电影节最佳導演银狮奖（1987）

## 外部連結
- 互联网电影数据库（IMDb）上《莫里斯的情人》的资料（英文）
- 開眼電影網上《莫里斯的情人 （页面存档备份，存于）》的資料 （繁體中文）
- 香港外語電影資料網上《莫里斯的情人 （页面存档备份，存于）》的資料 （繁體中文）

1. ↑  . British Board of Film Classification. 1987-08-21  [2012-06-18].
2. ↑  Box Office Mojo上《Maurice》的資料（英文）